# تپه خالواحمد حلول
تپه خالواحمد حلول مربوط به دوران‌های تاریخی پس از اسلام است و در شهرستان ثلاث باباجانی، بخش مرکزی، روستای زمکان واقع شده و این اثر در تاریخ ۴ خرداد ۱۳۸۴ با شمارهٔ ثبت ۱۱۷۹۰ به‌عنوان یکی از آثار ملی ایران به ثبت رسیده است.